# Brian Quinn (économiste)
Pour les articles homonymes, voir Quinn.
Ne doit pas être confondu avec Brian Quinn (football).
Brian Quinn, né à Glasgow en 1936, est un économiste écossais.
Professeur honoraire à l'université de Glasgow, il est par ailleurs connu pour avoir été le président du célèbre Celtic Football Club de 2000 à 2007. Il est fait commandeur de l'ordre de l'Empire britannique (CBE).

## Carrière
Économiste du département Afrique du Fonds monétaire international de 1964 à 1970, il rejoint ensuite la Banque d'Angleterre, dont il devient le gouverneur adjoint en 1995. 
L'année suivante, il rejoint le conseil d'administration du Celtic FC, présidé alors par Fergus McCann. Il en devient le président (non exécutif) un an après le départ du Canadien. En sept ans, le club remporte cinq titres de championnat, quatre coupes d’Écosse et trois coupes de la Ligue. Le 17 novembre 2007, il annonce son départ ; il est remplacé par John Reid, ancien secrétaire d'État à l'Intérieur britannique.